# 卡利萊瓜國家公園
卡利萊瓜國家公園（西班牙語：Parque nacional Calilegua）是阿根廷胡胡伊省的國家公園，位於該國西北部，面積295平方公里，成立於1979年7月19日，是約500種鳥類的棲息地。

## 參看
- 巴里圖國家公園

## 外部連結
- Calilegua.com （页面存档备份，存于） (Tourism information about Calilegua area in Spanish and English)